# Allium aflatunense
Allium aflatunense là một loài thực vật có hoa trong họ Amaryllidaceae. Loài này được B.Fedtsch. mô tả khoa học đầu tiên năm 1904.

## Hình ảnh

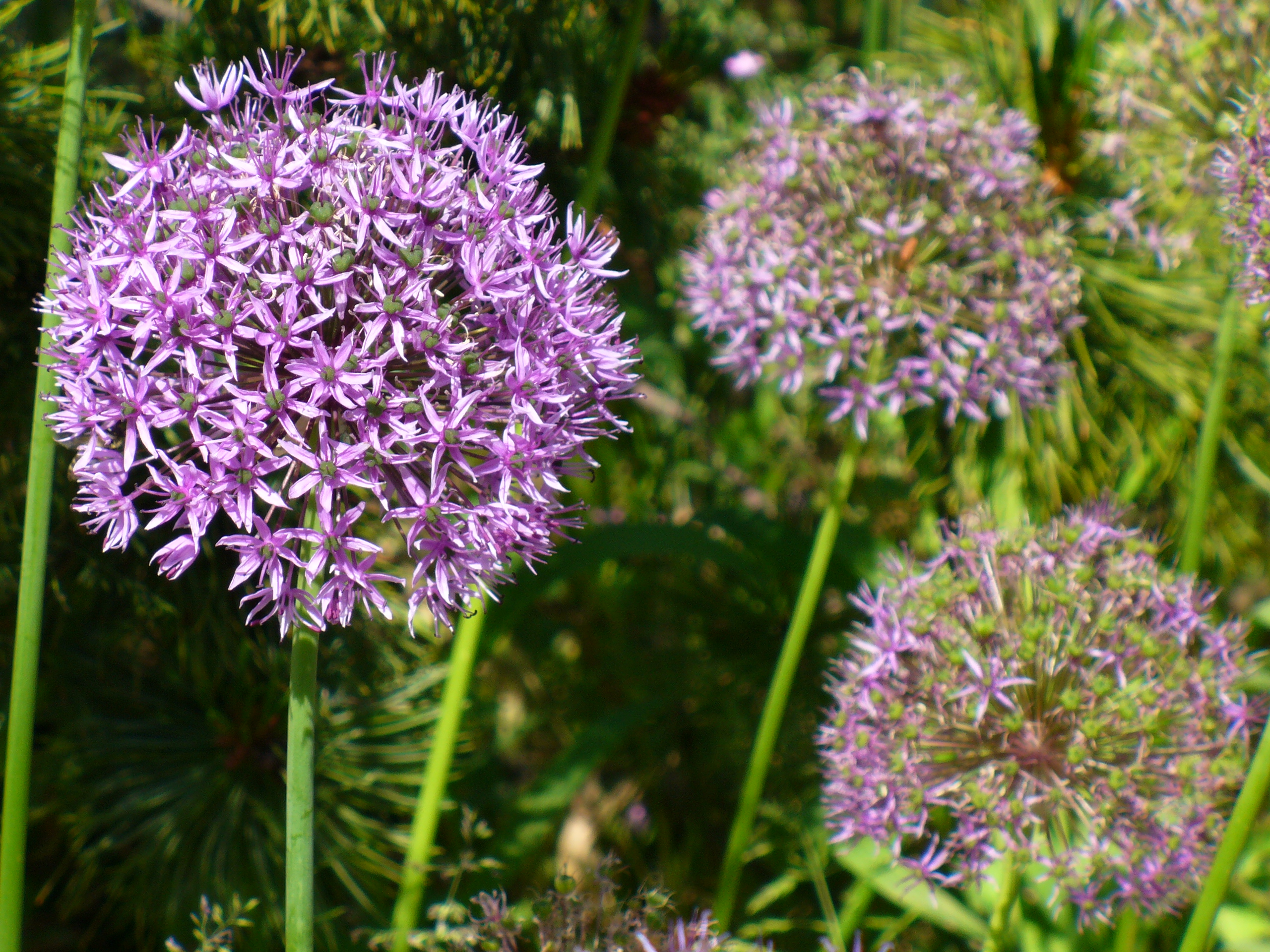
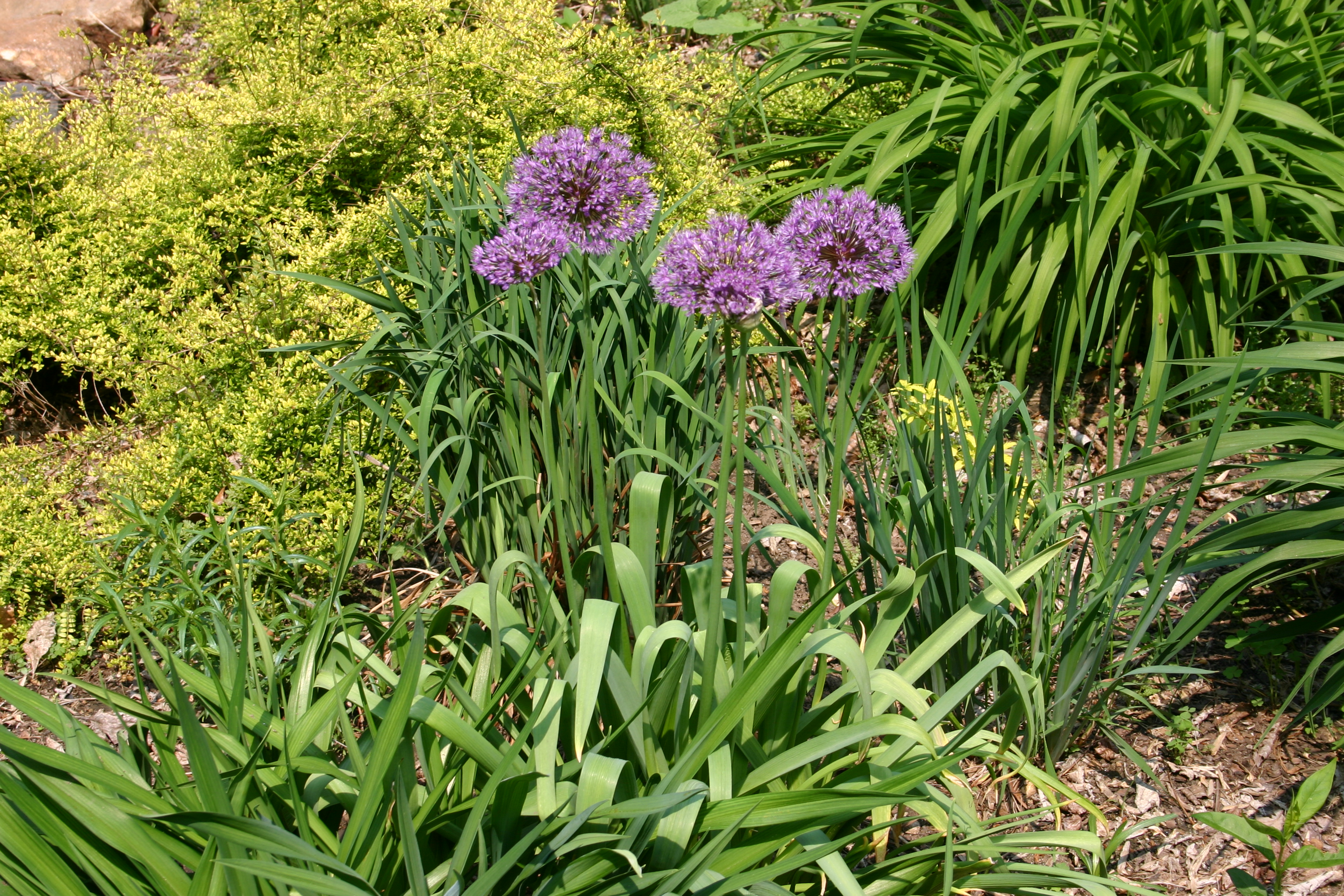
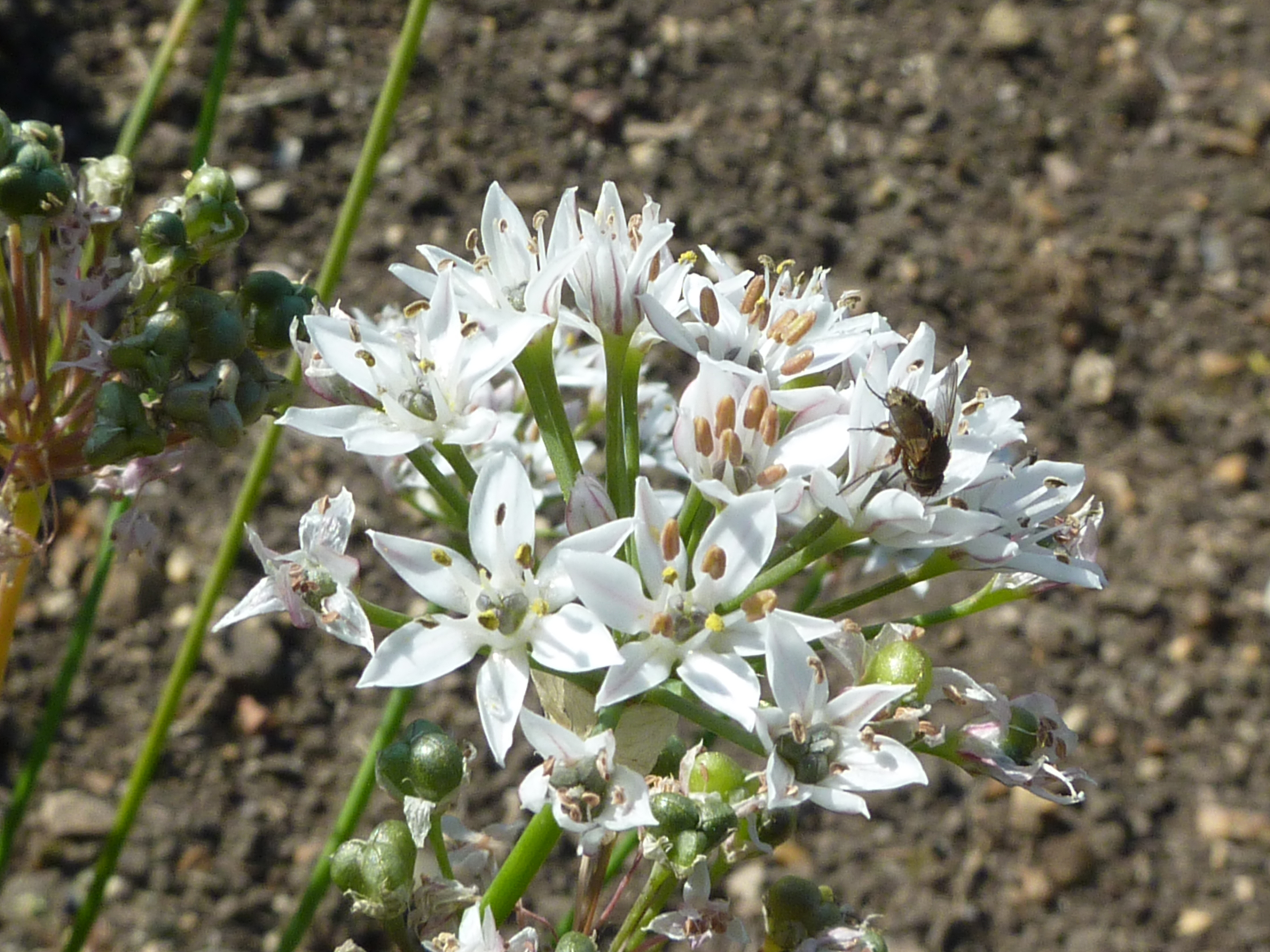
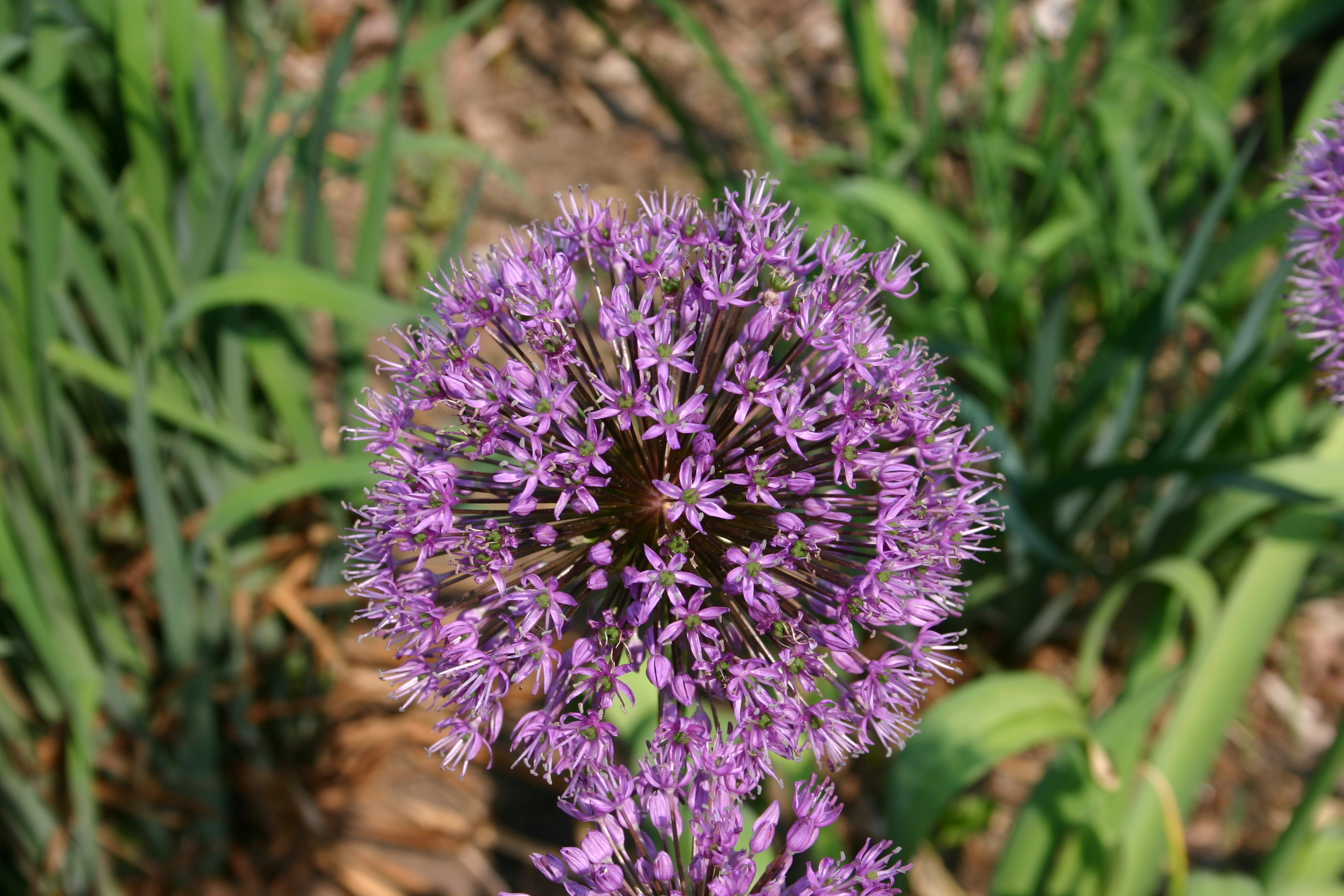